# Farol da Barra (São José do Norte)

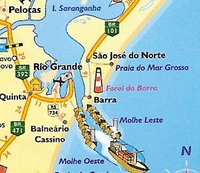
Localização do farol

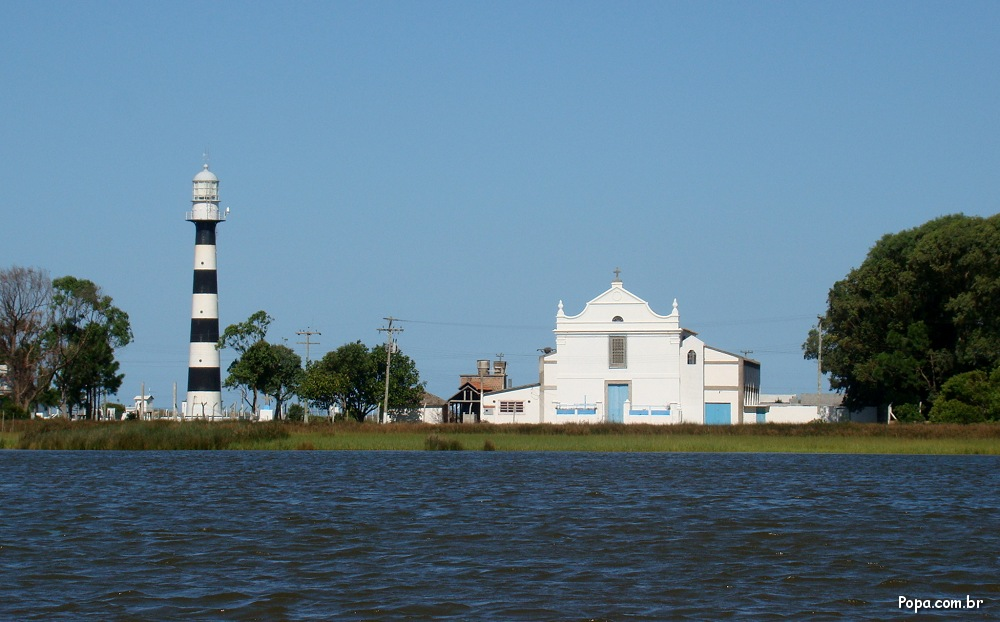
Farol da barra sjn 6

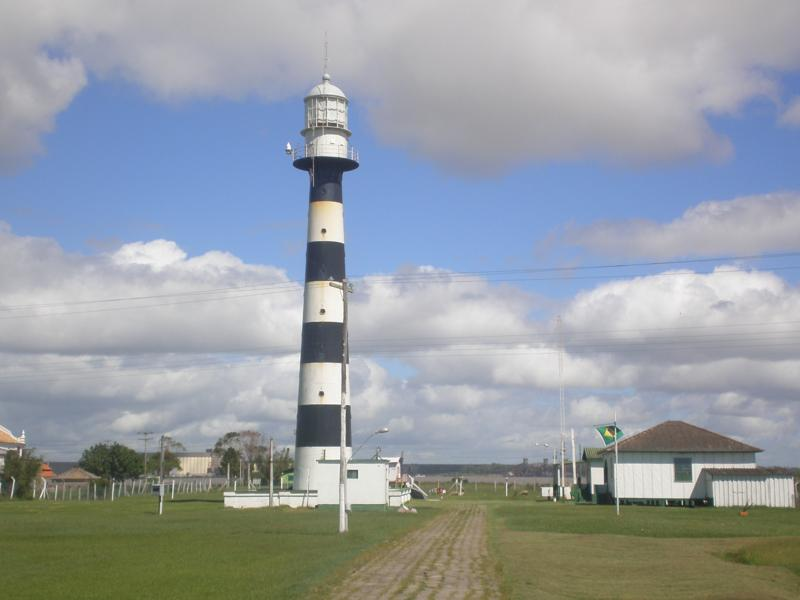
Farol da barra sjn 4

O Farol da Barra localiza-se na cidade de São José do Norte, no litoral do estado do Rio Grande do Sul, no Brasil.Torre troncônica metálica , 31 metros de altura e pintada com bandas preta e brancas. O farol está construído entre a lagoa dos patos e a praia do mar grosso.

## História
- Em 1820 o governador geral, Saldanha, em cumprimento a uma provisão da junta do comércio, agricultura, fábricas e navegação, deu começo a construção do primeiro farol colocado na entrada da Barra do Rio Grande de São Pedro do Sul, daquela província, o qual foi erguido na velha e arruinado torre da Barra, de propriedade do Patrão Mor, e sem o seu consentimento, porém, tão mal feito que a primeira chuva de pedra pôs em estado de nulidade, ficando aquela província sem farol, tendo sido recomendado ao mesmo governador geral, nessa ocasião, que mandasse acender em noites escuras um fogueira nas proximidades desse farol para que se continuasse a cobrar o imposto a todos os navios que ali entrassem.
- Em ofício de 7 de julho de 1827, Salvador José Maciel, pela junta do comércio, dizia a sua majestade o Imperador, ser de grande utilidade não só para aquela junta, como para a navegação em geral tanto a reconstrução daquele farol no próprio “forte de signaes” como de mais 4 faróis no interior da lagoa dos patos daquela província. Nesse mesmo ano, em vista de uma outra exposição também feita pela junta do comércio, da necessidade da ereção desse farol em substituição do inutilizado, mandou sua majestade o Imperador reconstruir o farol, aplicando-se para esse fim todos os rendimentos das contribuições ali cobradas pelo tribunal e mais a quantia de 2 contos do seu cofre geral.
- A carta de lei de 24 de outubro de 1832, consignou a quantia de 16:000$000 para a construção de dois faróis na província do Rio Grande de São Pedro do Sul.
- Pelo relatório do Ministro da Marinha, apresentado no ano 1840, vê-se que esse farol ainda não havia sido reconstruído, porquanto diz que, o Presidente da província  do Rio Grande do Sul, havia naquele ano, mandado que, para aquele farol, em abandono, fosse destacado uma força de infantaria e que acendesse todas as noites um fogacho, para guiar os demandantes da barra.
- Entretanto, no relatório do ano de 1842, consta que, a 2 de agosto desse ano fora reconstruído, pelas diligências e desvelos do digno Presidente daquela Província. Também no relatório do ano de 1848 vê-se que fora mandado vir de Londres um farol de ferro moderno, para ser colocado no mesmo forte da Barra do Rio Grande do Sul, encomenda feita em 1847. Esse farol, pelo relatório de 1852, foi inaugurado em 18 de janeiro desse ano. (natureza e forma do edifício) torre de ferro de forma piramidal com 110 pés ingleses de altura, 15 pés de diâmetro na base 7 e 9 polegadas onde está, que é visível á 30 milhas em tempo claro. O seu custo foi calculado 18:000$000.
- Em 1881, o Diretor de faróis Capitão-Tenente Pedro Benjamin de Serqueira Lima, pediu a substituição do aparelho desse farol que se achava estragado, por um outro lenticular de luz de 2ª ordem, com lampejos e apresentou o respectivo orçamento, tendo sido autorizado a encomendar da Europa por despacho do Ministro do ano seguinte.
- Esse novo aparelho foi inaugurado em 2 de dezembro de 1886. Aparelho de luz de 2ª ordem, dioptrico, com luz fixa variada por luz cintilante de 30 em 30 segundos, elevada  31,65m acima do preamar 29,55m acima do solo e visível a 16 milhas com tempo claro.
- Posição geográfica: lat. 32-07-10 "S". Long. 52-04-64 "W"

- Dados atuais:
- RESPONSÁVEL:MARINHA DO BRASIL
- MÉTODO DE POSICIONAMENTO:GPS
- CARTA:2110
- CIDADE:SÃO JOSÉ DO NORTE - RS
- DATA DA ÚLTIMA MODIFICAÇÃO: AGO/78
- DESCRIÇÃO: TORRE TRONCÔNICA METÁLICA, COM FAIXAS HORIZONTAIS PRETAS E BRANCAS
- FINALIDADE DO SINAL: ATERRAGEM
- PERÍODO: 21 SEGUNDOS
- ALCANCE LUMINOSO: 30 Milhas
- ALTITUDE FOCAL: 32 metros
- ALTURA FOCAL: 31 metros
- ALCANCE GEOGRÁFICO: 15  Milhas
- RACON: SIM = CÓDIGO:K, BANDA:S e X, ALCANCE:25  Milhas, MODELO:UKT

- COMPONENTES DO SINAL:

a) LANTERNA:		  	BBT-700mm
b) LANTERNA DE EMERGÊNCIA:	XXXX
c) LÂMPADA:			HAL. 220V-500W
d) PÁRA-RAIOS:		   	SIM
e) SUSPENSÃO:			COLAR DE ESFERA (OUT/97)
f) CABO DO PÊNDULO:	        Diâmetro:           6  mm
			        Comprimento:    30 metro
Serviço de Documentação da Marinha (SDM)
```
Serviço de Sinalização Náutica do Sul (SSN-5)
```